# Нораир Нурикян
Нораир Арам Нурикян (на арменски Նորայր Արամ Նուրիկյան) е български състезател  и треньор по вдигане на тежести (двукратен олимпийски шампион) от арменски произход.

## Биография
Роден е в Сливен на 26 юли 1948 г. Тренира баскетбол при треньора Мишо Тодоров. Учи в Техникума по текстил в Сливен. Поради ниския си ръст се насочва към вдигането на тежести (1966). Негов треньор е Иван Абаджиев. Студент във ВИФ (1967) и състезател на ДФС „Академик“ (София) в категория до 60 кг.
На летните олимпийски игри в Мюнхен (1972) става олимпийски шампион. От 1975 г. се състезава в категория до 56 кг и печели 2-ра олимпийска титла на летните олимпийски игри в Монреал (1976). Сред запомнящите постижения са и 4-те му световни рекорда.
След прекратяването на спортната си кариера е помощник-треньор (1976) и старши треньор на националния отбор на България (1989-1993). Генерален секретар на Българската федерация по вдигане на тежести (1995-2004). Вицепрезидент на Международната федерация по вдигане на тежести (2001-2005).

### Спортни отличия
Общият брой на извоюваните медали от всички състезания е 55, от които 27 златни, 14 сребърни и 14 бронзови. Той е единственият български щангист с 2 олимпийски титли.
- XX летни олимпийски игри в Мюнхен, 1972, златен медал.
- XXI летни олимпийски игри в Монреал, 1976, златен медал.
- 2 пъти световен шампион (Мюнхен, 1972 и Монреал, 1976).
- Световен вицешампион (Хавана, 1973).
- Европейски шампион (Берлин, 1976).
- Двукратен бронзов медалист от световно първенство (Лима, 1971 и Манила, 1974).
- Двукратен европейски вицешампион (Констанца, 1972 и Мадрид, 1973).
- Двукратен бронзов медалист от европейско първенство (Варшава, 1969 и Верона, 1974).
- Трикратен балкански шампион и 5-кратен шампион на България и др.

### Държавни отличия
Награждаван е многократно с високи държавни награди. Сред тях е званието „Герой на социалистическия труд“ и орден „Георги Димитров“. През 2008 г. е награден с Орден „Стара планина“ I степен за изключителния му принос за развитието на физическото възпитание и спорта.